# Tom Gordon
Thomas Flynn Gordon (Sebring, 18 de noviembre de 1967) es un exjugador profesional de béisbol que jugaba en la posición de lanzador derecho.

## Carrera
Durante su carrera, que duró más de veinte años, jugó en los equipos Kansas City Royals (1988–95), Boston Red Sox (1996–99), Chicago Cubs (2001–02), Houston Astros (2002), Chicago White Sox (2003), New York Yankees (2004–05), Philadelphia Phillies (2006–08) y Arizona Diamondbacks (2009).

## Plano personal
Gordon tiene cinco hijos con cuatro mujeres diferentes. Sus hijos Devaris y Nicholas también son beisbolistas. El nombre de Gordon aparece en la novela de Stephen King La chica que amaba a Tom Gordon. El beisbolista es mencionado frecuentemente en la novela.